# Level Up (serie de televisión)
Level Up es una serie de televisión estadounidense de Cartoon Network. Este es uno de los programas de Cartoon Network que no son de dibujos animados. Se estrenó el 23 de noviembre de 2011 en Estados Unidos una película con el mismo título, que sirvió como piloto de la serie. El 24 de enero de 2012 se estrenó en Estados Unidos la serie propiamente dicha. El 4 de noviembre de 2012 ―justo después del estreno de la película― la serie se estrenó en Latinoamérica. El 28 de marzo de 2012, Cartoon Network anunció que Level Up fue renovada para una segunda temporada.

## Piloto
Después de que los estudiantes de secundaria, Wyatt (Gaelan Connell), Lyle (Usher Jessie), Dante (Connor Del Río) y Angie (Aimee Carrero) involuntariamente abren un portal desde un videojuego llamado "Maldark: Conquistador de Mundos" al mundo real, y los personajes del juego empiezan a filtrase desde el Internet hasta el mundo real. El grupo se encuentra por consiguiente equilibrando la vida cotidiana de sus miembros con las cosas extraordinarias que se presentan en su ciudad desde el mundo virtual.

## Trama
La serie sigue la vida de Wyatt, Lyle, Dante y Angie; cuatro amigos que juegan al videojuego ficticio en línea Maldark: Conquistador de Mundos. Sin embargo, abren accidentalmente un portal entre la realidad y el mundo virtual y su misión consistirá en devolver al videojuego a todas las criaturas fantásticas dirigidas por Maldark.

## Personajes

### Héroes
- Wyatt Black - Wyatt es un brillante "Tecno-ñoño", personaje que alcanza notas perfectas en la escuela. A menudo se le muestra como un sabelotodo y no puede soportar que alguien lo supera a cualquier cosa en él es bueno. Como se ve en la película, él creó NeverFail y organiza todas las misiones y lidera el equipo en la batalla. Él es el capitán, y único miembro competente, de su equipo tazón cuestionario. Su avatar juego es "Black Death," un guerrero fuerte con un brazo derecho bronce. Arma de Wyatt en el juego es un "Expl-o-cañón" un cañón que puede disparar cualquier cosa siempre que se haya seleccionado en la ruleta.

- Lyle Hugginson - Lyle juega fútbol americano y es el mariscal de campo de la escuela secundaria. Es un encantador y popular "jock" que deliberadamente oculta su amor por los juegos de fantasía en línea de otras personas. Lyle le encanta gritar "¡eso!" cuando algo sale bien. Es dueño de un Chevy Camaro rojo que a menudo se utiliza para el transporte de sí mismo y de los demás. Está también demostrado que va a ir a cualquier medio para pagar una deuda, incluso la venta de su coche. Su avatar videojuego es un hechicero llamado "Wizard" y su arma en el juego es una "Vara Trueno", un cetro que puede invocar hechizos siempre que se diga el hechizo correcto, también posee un toque de navaja suiza bajo este para ataques cercanos.

- Dante Ontero - es intrépido e impulsivo, Dante es el miembro rebelde del grupo. Le encanta causar problemas para llamar la atención, así como comer comida chatarra ni nada grave. Con frecuencia participa en maniobras peligrosas en su patineta para hacer videos de internet. Él tiene una mala relación con su madre, que se refiere a por su primer nombre Barbara. Su avatar videojuego es un caballero de brillante llamado "Sir bickle". El arma de Dante en el juego es un "Saca Sesos", un poderoso garrote que es capaz de crear ondas sísmicas y destruir en pocos golpes.

- Angie Prietto - Angie es retratada como una valiente e inteligente y con carácter tenaz, pero su naturaleza inquisitiva a veces resulta en problemas para la adolescente femenina. Angie no tiene un avatar, ya que no juega el juego, pero su arma del videojuego es el "Puño de Acero", un guante de cuero que se transforma en acero el cual le fue entregado por Wyatt para que no se quedara indefensa cuando peleara.

### Otros personajes
- Max Ross - Max Ross creó el Conquistador de todos los mundos juego en línea. Es un excéntrico multimillonario con un gusto por las teorías de conspiración. Tras los acontecimientos del ataque de Maldark, Max se ha convertido en un socio para los niños. Lonny Ross sustituye Eric André como Max Ross en la serie.

- Barbara Ontero - La madre de Dante, que la llama por su nombre de pila. Ella y Dannte tienen una mala relación, ella es a veces muy molesta con Dante, pero es amable con los demás. Ella tiende a llegar a obtener los nombres de Wyatt y de Lyle mal, llamando Wyatt Waylon y Lyle Lance, a ella le gusta que Wyatt sea inteligente, pero no aprueba la inmadurez de Lyle cuando se trata de juegos y camas elásticas. Ella vio a un salido "Mentiras y más Mentiras" que es un centauro que salió del bosque y tuvo una cita con uno "Max al Cuadrado" que era un Max Ross falso.

- Joaquin Prietto - El hermano menor de Angie que es un prodigio en todo lo que hace que los chicos estén celosos cuando se quedan atrás de sus talentos. Se hace amigo de los chicos cuando ellos se vuelven niñeras de él y es también un fan de "Conquistador de Todos los Mundos". Es algo sospechoso de lo que hacen y se acercó casi a su secreto "El Tigre Grosero", pero cree que ellos lo imaginan en la vida real. En "Los 4 Harolds! ¿Qué? Oh. 4 Los Heraldos!" Joaquín finalmente descubre la verdad sobre los salidos, pero está cuestionando unirse en NeverFail.

- Natalie - Una chica de la escuela que habla sobre el logro que hace en un ceceo y la archirrival de Angie. Ella es otra persona que vio a un salido, un Zorrilloso y sospecha de lo que está pasando en la ciudad, y por eso dirige el "Club de la Conspiración", un club dedicado a la resolución de las cosas extrañas que han pasado también conocido como Salidos y se acercan hasta que su grupo está desacreditada en la televisión en vivo. Ella tal vez tiene cierta relación con Dante en "El Baile Escolar" ya que Dante le pidió que fuera su cita del baile siendo muy extraño.

- Philbert - Philbert es un temerario que siempre se ve con Dante o Wyatt, y Angie está enamorada de él. Le gusta hacer bromas y trucos, él es amigo de Dante desde el kinder, ya que ambos van en patineta. Ambos son muy estúpidos y ambos disfrutan de hacerse daño mientras ellos patinan. Phillbert graba las acciones de Dante con la cámara de Dante y Dante hace las de Philbert y viceversa.

- Reggie - Reggie está en el equipo de fútbol y es amigo de Lyle, que es ajeno a las soluciones que requieren sentido común. Él tiene miedo a los payasos por su décimo cumpleaños, tanto él como jugar al fútbol con Lyle. Él fue atacado por un salido el Tigre Grosero que era antes el Gato Cortes.

### Villanos
- Maldark - El principal antagonista de la serie. Es un brujo despiadado y narcisista del "Conquistador de los mundos" de videojuegos cuya única misión es la búsqueda de nuevos mundos y, o bien destruir o conquistarlos. Wyatt, Lyle, Dante, Angie, y Max fueron capaces de derrotar Maldark. Por supuesto, Maldark todavía planea conquistar la Tierra mediante el envío de algunos de sus secuaces para destruir a Neverfail y encontrar un portal para que él consiga a la Tierra.

- Hideo Nojima - Un japonés multi-billonario diseñador de un juego de ficción de teléfono celular llamado "Mystery Puzzle Puncher". Él es el rival de Max Ross cuya rivalidad no ha cesado desde inicio de su carrera en el juego de diseño, la universidad y la escuela primaria. Llegó a Daventry Hills para destruir Max Ross con su negocio. Él se entera de la fuga de la ciudad después de que sus pérdidas de juego de caracteres a cabo debido al servidor de Max hackear el suyo. A continuación, envía a sus propias pérdidas y jura a la ruina Max. Después de su homólogo de fugas fue derrotado por Max y su homólogo, Hideo planea vengarse de Max y NeverFail.

## Episodios
| Temporada | Temporada | Episodios | USA                     | USA                      | Latinoamérica          | Latinoamérica          | España             | España                |
| Temporada | Temporada | Episodios | Comienzo                | Final                    | Comienzo               | Final                  | Comienzo           | Final                 |
| --------- | --------- | --------- | ----------------------- | ------------------------ | ---------------------- | ---------------------- | ------------------ | --------------------- |
|           | Piloto    | 1         | 23 de noviembre de 2011 | 23 de noviembre de 2011  | 4 de noviembre de 2012 | 4 de noviembre de 2012 | 19 de mayo de 2012 | 19 de mayo de 2012    |
|           | 1         | 22        | 24 de enero de 2012     | 18 de septiembre de 2012 | 5 de noviembre de 2012 | 8 de abril de 2013     | 1 de junio de 2012 | 19 de octubre de 2012 |
|           | 2         | 13        | 23 de octubre de 2012   | 19 de febrero de 2013    | 15 de abril de 2013    | 8 de julio de 2013     | 2013               | 2013                  |

## Conquistador de Todos los Mundos
Tras el éxito de la "Level Up" película, Cartoon Network ha establecido un "Conquistador de Todos los Mundos" en su sitio web para que los fanes de la película y serie de TV puedan jugar el juego.